# 銀大口石首魚
銀大口石首魚為輻鰭魚綱鱸形目鱸亞目石首魚科的其中一種，分布東太平洋區，從墨西哥下加利福尼亞半島至秘魯海域，體長可達35公分，棲息在沿海及潟湖，屬肉食性，以浮游性甲殼類為食，可做為食用魚。